# اسب ترکمن

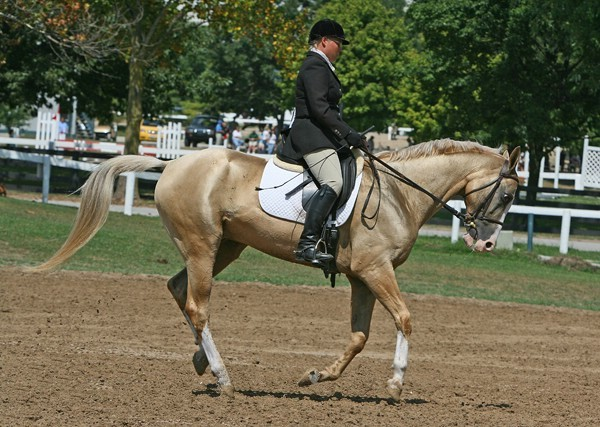
اسب آخال تکه. از ریشه اسب ترکمن

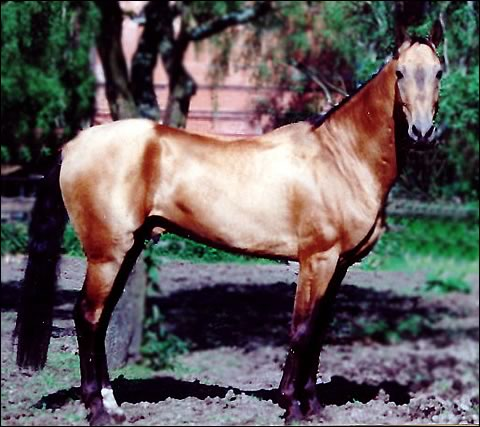
اسب آخال تکه

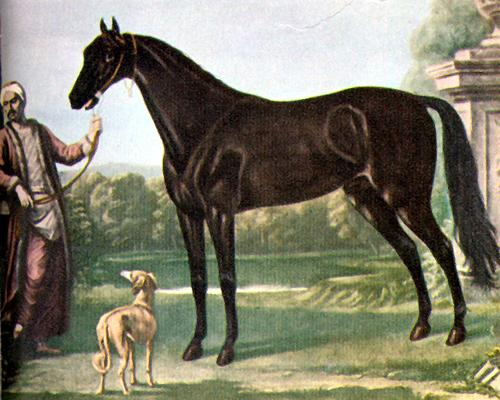
بایرلی ترک. یکی از اجداد نژاد تروبرد، احتمالاً یک اسب ترکمن بوده‌است.

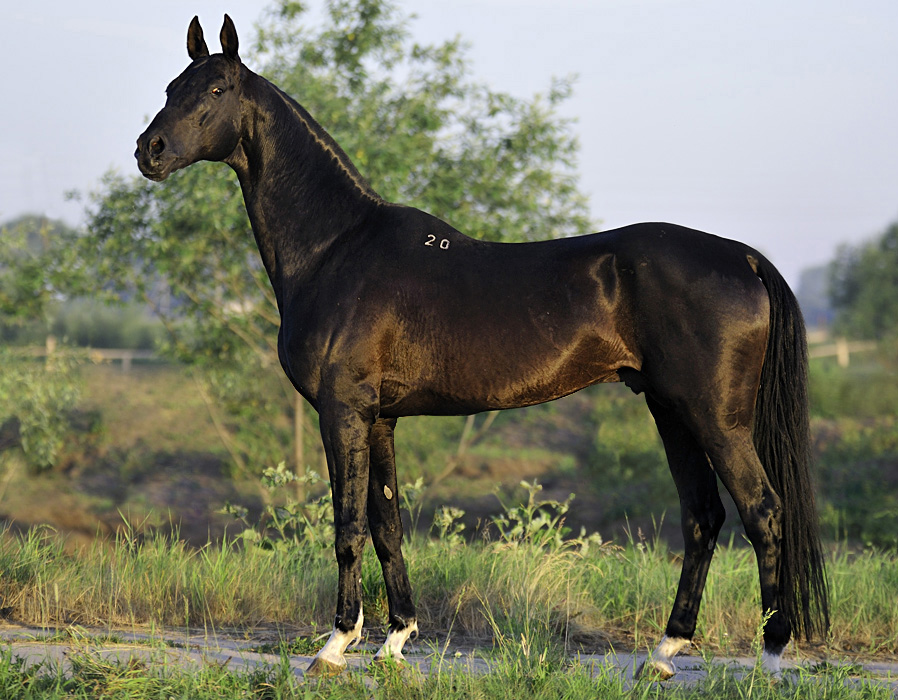
اسب آخال تکه

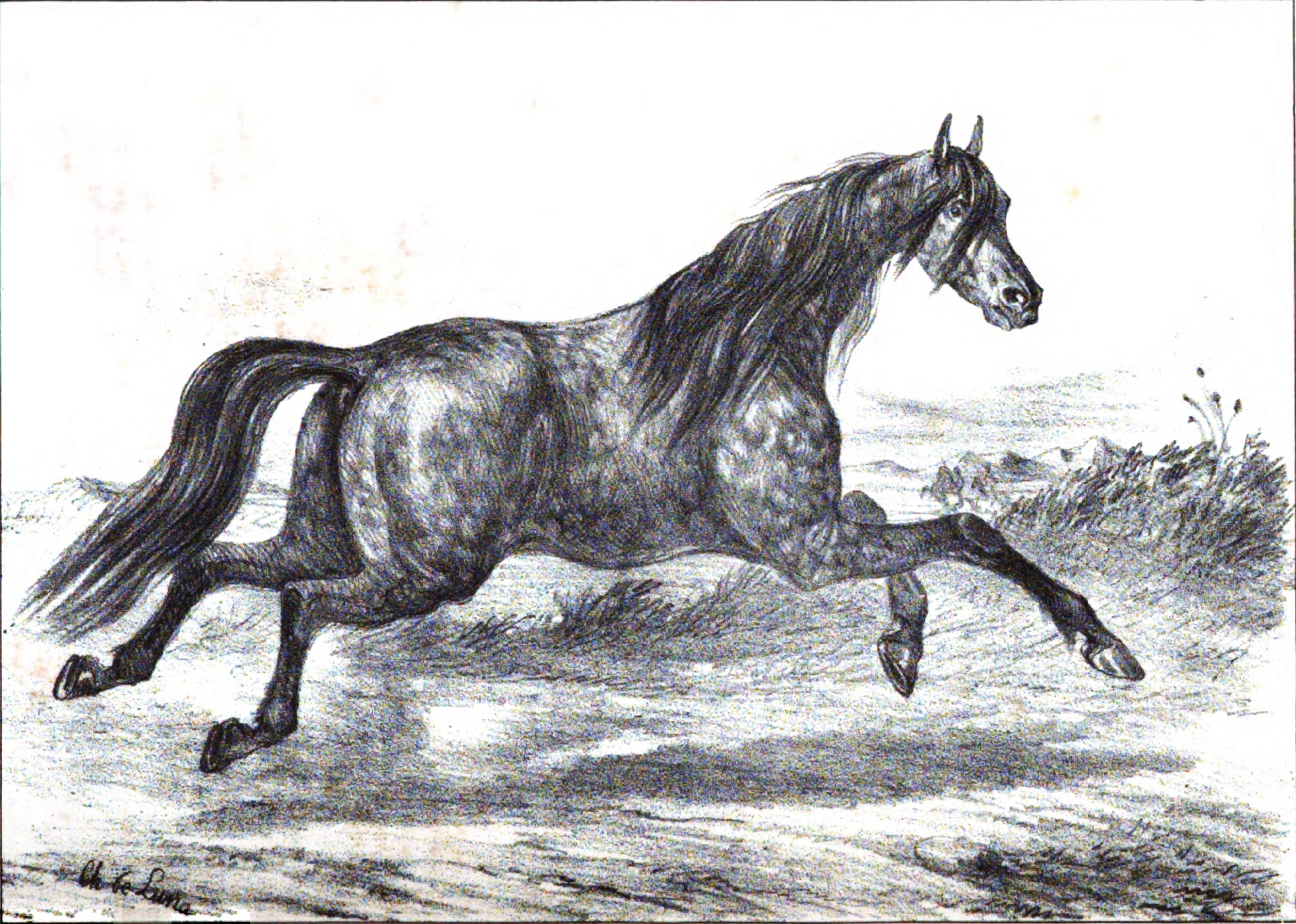
نقاشی فرانسوی اسب ترکمن سال ۱۸۴۸ میلادی

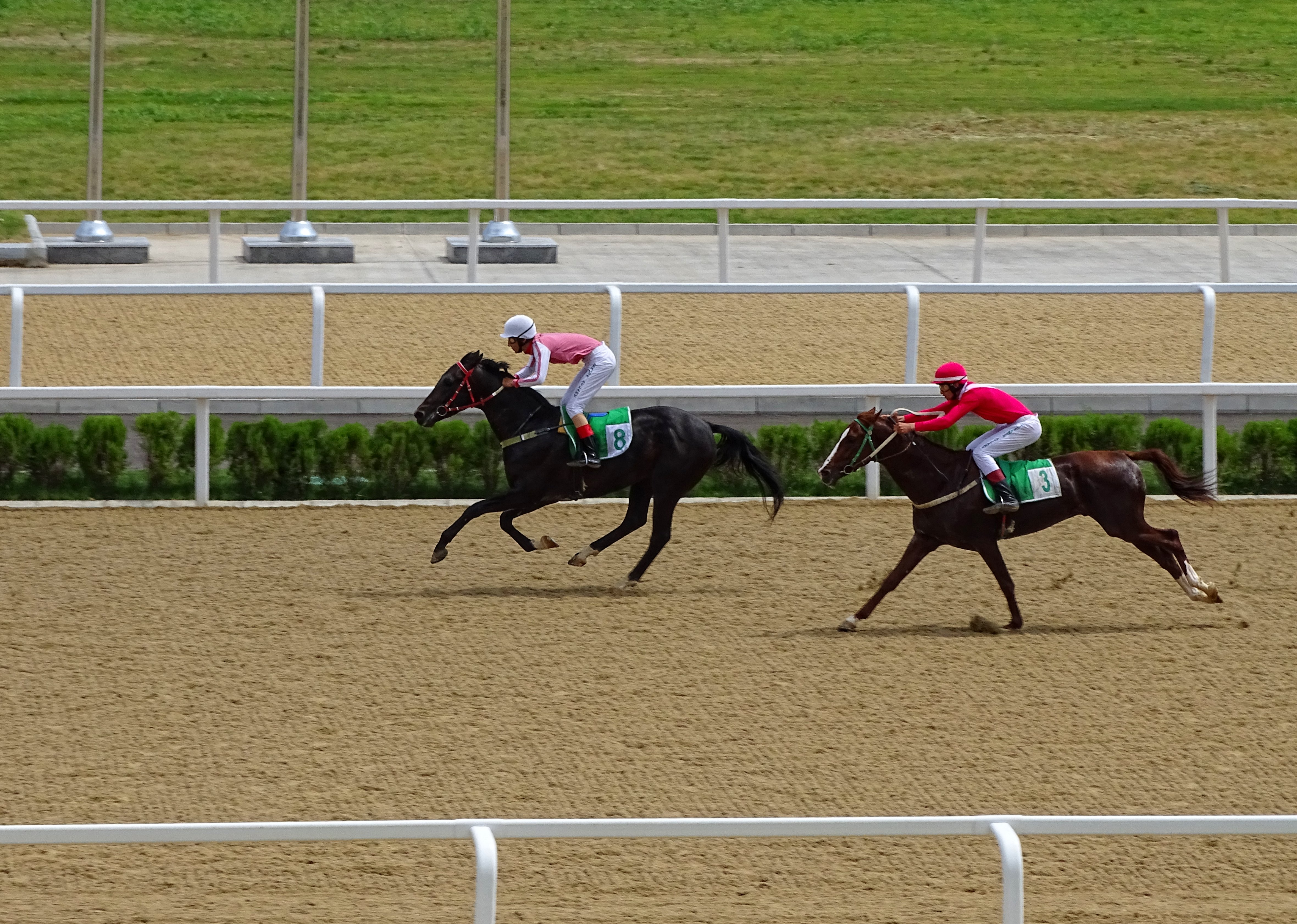
مسابقات اسب‌دوانی ترکمنستان

اسب ترکمن گونه‌ای از اسب با نژاد ترکمن خالص است که در منطقه ترکمن صحرا و ترکمنستان زیست کرده و پرورش می‌یابد.اسب رجال هورس هم از این نژاد است.
رنگ آن‌ها گوناگون از جمله خاکستری، سفید و قهوه ای است و بدنی کشیده و لاغر دارند. شکم آن‌ها بر خلاف بسیاری از نژادهای دیگر اسبها، تخت است، به عبارت دیگر شکم آن‌ها لاغر است. صادرات این اسب به خارج از کشور ممنوع است.
اسب ترکمن اسبی است دارای ویژگی‌های منحصر به فردی است، از جمله: قد ۱۵۰ تا ۱۶۰ سانتیمتر، گوش‌های بلند و متحرک، سینه فراخ و متناسب، کَپل کم شیب با عرض خوب، مفاصل قوی، سم‌های محکم با زاویه مناسب، تحمل حرکات سنگین ورزشی.
رنگ‌های تیره‌های اسب آخال تکه و یموت شامل: کهر، نیله (طوسی)، سمند، کرنگ، قره کهر، ابرش، سیاه، و سفید است.
نژادهای شناخته شده اسب ترکمن در سه گروه: یموت، اسب آخال تکه، چناران (مخلوط از تلاقی اسب ترکمن و اسب عرب) دسته‌بندی شده‌اند.
برخی نیز آمیخته تروبرد و ترکمن (دو خون) هستند.
اسب ترکمن اندامی کشیده، دُمی باریک، سر و گردن زیبا دارد. برای اسب‌های با نژاد ترکمن درسال‌های گذشته ذخیره‌های ژنتیک این اسب، تقاضای جهانی یافته‌است. اسب ترکمن در نزد ترکمن‌ها پیشینه‌ای طولانی در سن و زندگی صحرانشینی وجنگ وگریزها درگذشته داشته‌است.
گفتنی است برنامه‌های اشتباه نیم قرن گذشته لطمه زیادی به ذخیره ژنتیکی اسب‌های ترکمن زده‌است و متأسفانه تعداد اسب‌های ترکمن خالص و خوب به شدت کاهش یافته‌است.
امروزه خالص‌ترین اسب‌های ترکمن ایران را در منطقه راز و جرگلان از توابع استان خراسان شمالی می‌توان یافت که بیشترین جمعیت این اسب را دارا می‌باشد. در سال‌های اخیر توجه بیشتری به تولید اسب‌های ترکمن شده‌است. تعدادی اندک و پراکنده از این نژاد توسط علاقه‌مندان در اصفهان، تهران، شیراز و همدان نیز نگهداری می‌شوند.
از برجسته ترین اسب های ترکمن می‌توان به آترین حقانی،رجال هورس،کاپیتان کلاته‌ و..... اشاره کرد
شهرستان گنبدکاووس از مراکز مهم پرورش اسب ترکمن است.

## پیشینه اسب ترکمن
از گورهای سکایی یافت شده در پازیریک واقع در کوه‌های آلتای، آثاری از اسب ترکمن مربوط به ۴۰۰ سال قبل از میلاد به دست آمده‌است. حالت قرار گرفتن گردن، شکل و استخوان بندی صورت و سایر اندام‌های این اسب‌ها خود دلیل بر صحت این مطلب است.

## استفاده اسب ترکمن در تاریخ
سکاها، اشکانیان از اسب‌های ترکمن در سواره نظام خود سود بردند. شاهان سلجوقی و صفویان نیز سوار بر اسب‌های ترکمن مملکت تحت سیطره خود را گسترش دادند و امنیت بخشیدند و نادرشاه افشار با ترکیب ترکمن و سایر اسب‌های ایران تا هند پیش رفت.
از گذشته‌های دور از سلسلهٔ هان در چین گرفته تا خلفای عباسی و سلاطین عثمانی از اسب ترکمن در بخش‌های مختلف سپاه خود استفاده می‌کردند. بوسفالوس اسکندر و جهان پیمای ناپلئون، نمونه‌هایی از اسب‌های ترکمنی هستند که پای به فتوحات زیادی گذاشتند.
نقاشی‌های صفوی و قاجار هنوز هم نقش و نگار اسب‌های ترکمن را در جنگ و شکار شاهان و شاهزاده‌ها نشان می‌دهد.

## خصوصیات بارز ظاهری
قد: اغلب ۱۵۰_۱۶۰ سانتیمتر
وزن: اغلب ۳۵۰_۴۵۰ کیلوگرم
سر: صورت کشیده، خشک، استخوانی و ظریف، چشم‌ها براق و حدقه برجسته، گوش‌ها بلند و نازک و خوش فرم و کاکل کم پشت.
گردن: در آخال تکه بلند، باریک، اتصال به سر ظریف و با زاویه عمودی نسبت به بدن ولی در یموت کوتاه‌تر، عضلانی و قویتر، زاویه عمودی کمتر.
اندام‌های حرکتی: پاها بلند، خشک و نازک با تاندون‌ها و مفاصل قوی و متناسب. قلم‌ها بلند، گام‌ها نرم و سبک و حرکات باشکوه، سم در یموت قوی ولی در اسب آخال تکه غیر مستحکم، عدم وجود موهای پشت بخلق.
بدن: اسکلت قوی، اندام‌ها بلند و کشیده و لاغر اما بسیار نیرومند، جدوگاه برجسته، شانه بلند، شیب کمر به طرف جلو و فاقد برجستگی، شکم تازی و در قسمت نزدیک به کپل جمع شده، کپل در طول بدن کشیده.
پوست و مو: پوست فوق‌العاده نازک ولی سفت، موهای سطح بدن کوتاه، نازک، ابریشمی با درخشندگی خاص، یال بسیار کم پشت و کوتاه، اتصال دم اندکی بالاتر از سایر نژادها، دم در حین حرکت آزاد و پایین.
رنگ: بیشتر رنگ‌ها در این نژاد دیده می‌شود که با درخشندگی خاصی همراه است.

## نگارخانه

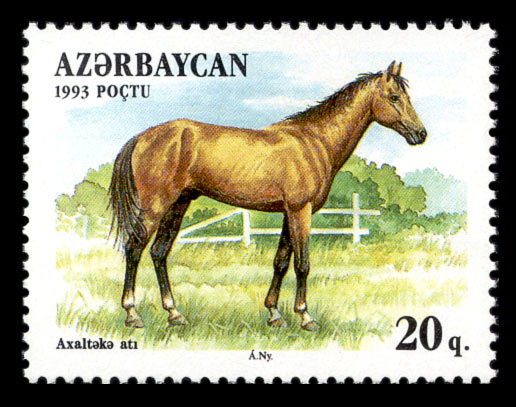
تمبر جمهوری آذربایجان سال ۱۹۹۳
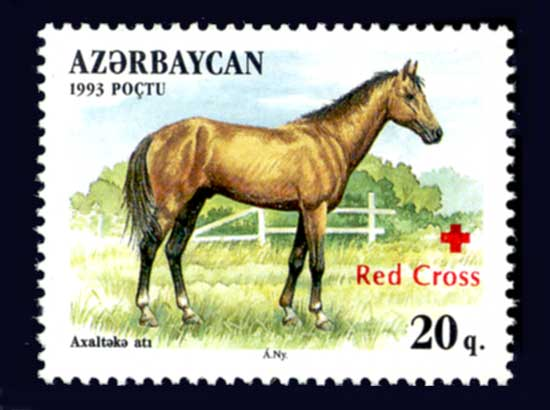
تمبر جمهوری آذربایجان سال ۱۹۹۷
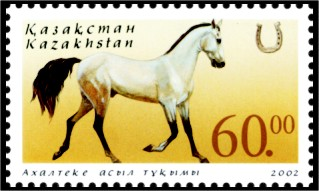
تمبر قزاقستان سال ۲۰۰۲
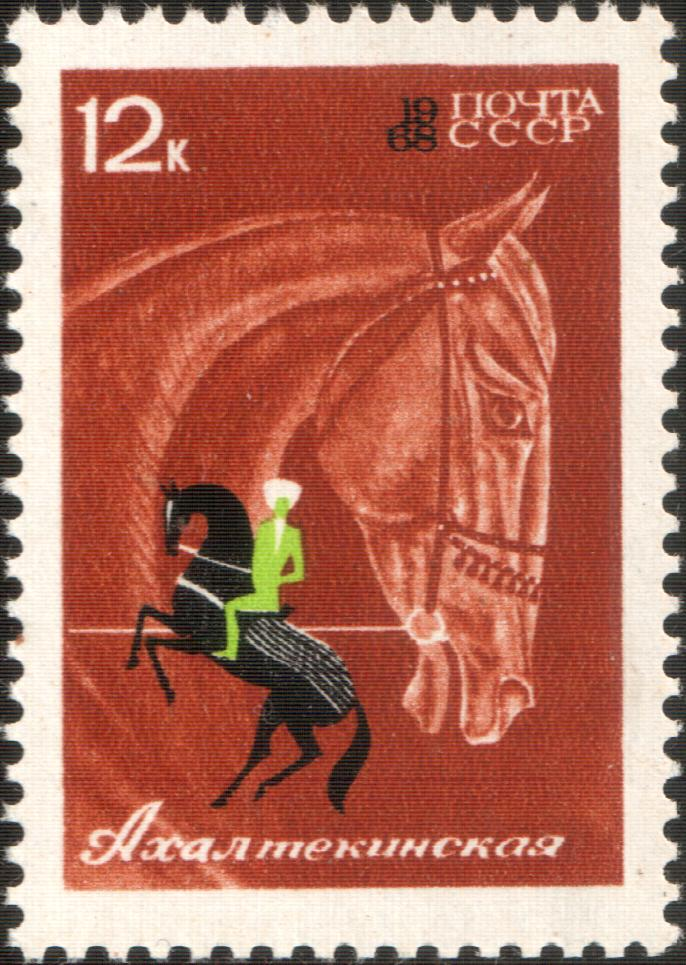
تمبر اتحاد جماهیر شوروی سوسیالیستی سال ۱۹۶۸
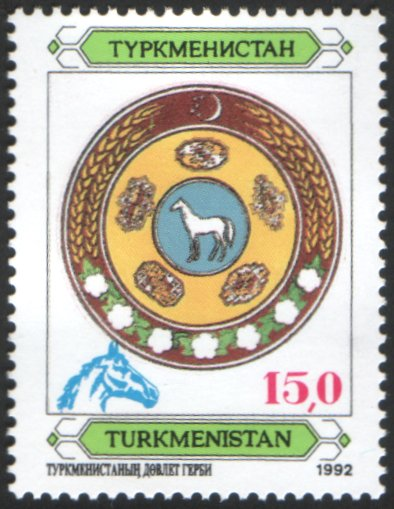
تمبر ترکمنستان سال ۱۹۹۲
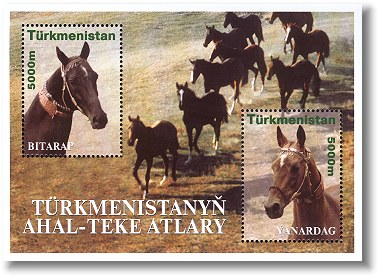
تصویری از اسب ترکمن، ترکمنستان سال ۲۰۰۱
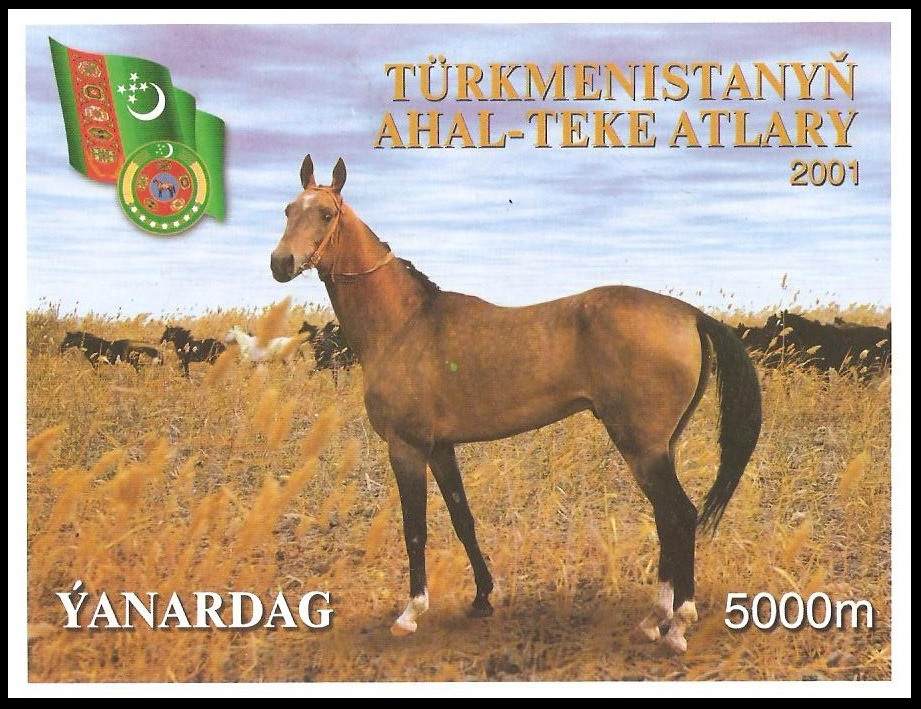
تصویری از اسب ترکمن، ترکمنستان سال ۲۰۰۱
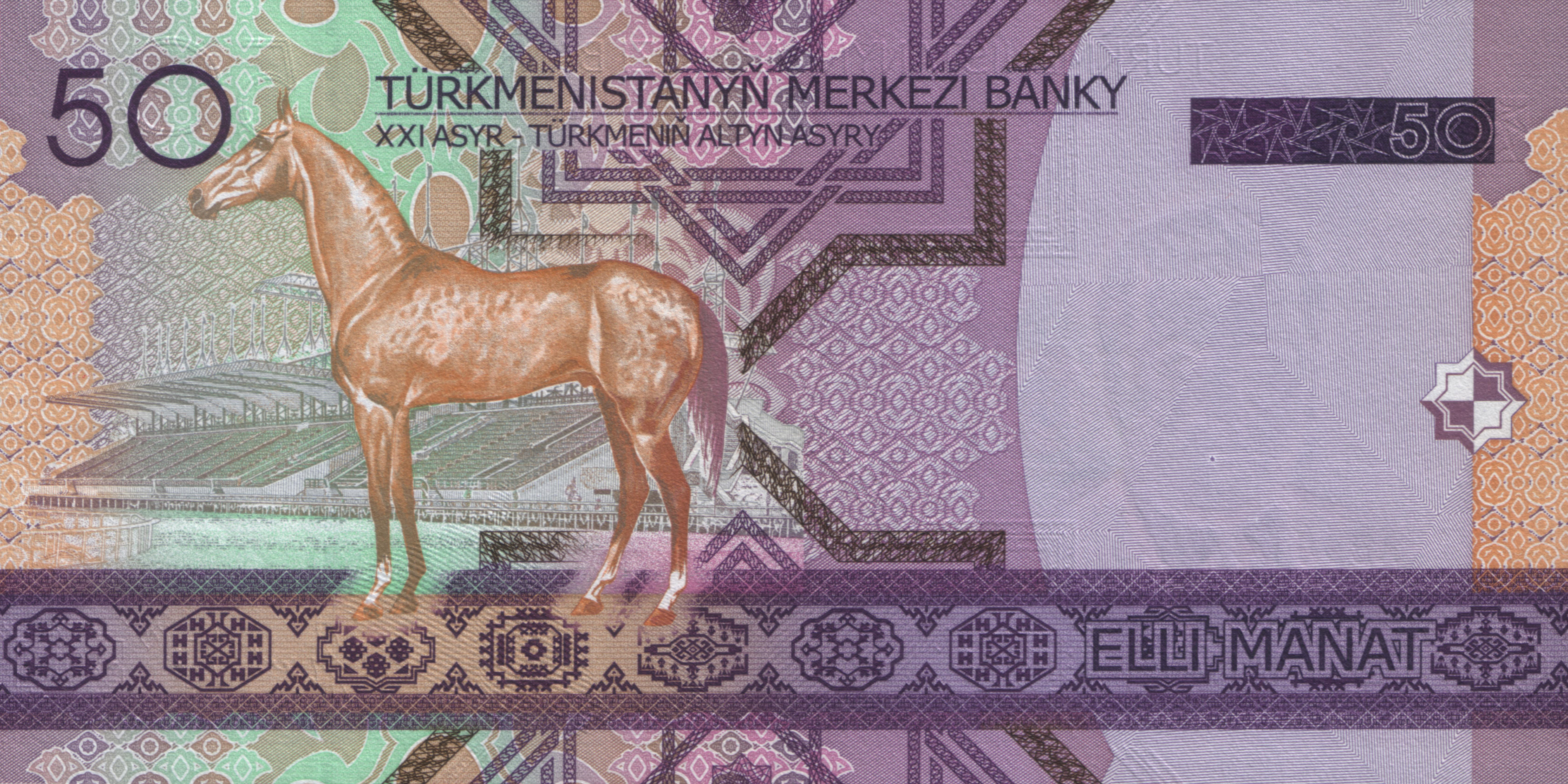
تصویری از اسب ترکمن بر روی منات ترکمنستان